# Viktor Šnajder
Viktor Šnajder (Đakovo, 17. lipnja 1934. – Zagreb, 27. studenoga 2014.), hrvatski atletičar, trkač na kratkim prugama.
Sudionik Olimpijskih igara 1960. u Rimu, gdje je trčao kao dio jugoslavenske štafete 4 x 400 metara koja je u svojoj poluzavršnoj skupini bila 6.
Na europskom prvenstvu 1958. u Stockholmu bio je četvrti u svojoj skupini poluzavršnice na 400 m pri čemu je postavio državni rekord, a na europskom prvenstvu 1962. u Beogradu trčao kao dio jugoslavenske štafete 4 x 400 metara, koja je u svojoj poluzavršnoj skupini bila peta.